# Araneus jalimovi
Araneus jalimovi är en spindelart som beskrevs av Bakhvalov 1981. Araneus jalimovi ingår i släktet Araneus och familjen hjulspindlar. Inga underarter finns listade i Catalogue of Life.